# Реус Ніна Петрівна
Ніна Петрівна Реус (нар. 29 листопада 1949, Краснопілля, Сумська область, УРСР, СРСР) — радянська і українська кіноакторка. Заслужена артистка України (2007). Кавалер ордена княгині Ольги III ступеня (2012). Членкиня Національної спілки кінематографістів України.

## Життєпис
Народилася 29 листопада 1947 року в м. Краснопіллі Сумської обл. в родині службовця. Закінчила Київський державний інститут театрального мистецтва ім. І. Карпенка-Карого.
З 1969 р. — акторка Київської кіностудії ім. О. П. Довженка.

## Фільмографія
Знялась у стрічках:
- «Совість» (1968, вчителька німецької мови)
- «Важкий колос» (1969, Таня)
- «Олеся» (1970, епізод)
- «В'язні Бомона» (1970, дівчина-француженка (немає в титрах)
- «Осяяння» (1971, Свєта)
- «Лада з країни берендеїв» (1971, черниця)
- «Довга дорога в короткий день» (1972, епізод (немає в титрах)
- «Тут нам жити» (1972, епізод)
- «Абітурієнтка» (1973, епізод)
- «За твою долю» (1972, Рая)
- «Як гартувалась сталь» (1973, т/с, непманка)
- «Стара фортеця» (1973, т/с, 4-5 серії «Будинок з привидами»; дружина)
- «Вогнище у лісі» (Ніна)
- «Коли людина посміхнулась» (1973, епізод (немає в титрах)
- «Не мине і року...» (1973, епізод (немає в титрах)
- «Дума про Ковпака» (1973, Іра, партизанка)
- «Важкі поверхи» (1974, Обедіна)
- «Мріяти і жити» (1974, епізод)
- «Юркові світанки» (1974, епізод (немає в титрах)
- «Поцілунок Чаніти» (1974, епізод (немає в титрах)
- «Особисте життя» (1974, епізод (немає в титрах)
- «Там вдалині, за рікою» (1975, Варка)
- «Я більше не буду» (1975)
- «Народжена революцією» (1976, т/с, Муратова)
- «Змилуйся над нами» (1978, епізод)
- «Де ти був, Одіссею?» (1978, повія у ресторані)
- «Море» (1978, епізод)
- «Квартет Гварнері» (1978, Маша)
- «Весільний вінок, або Одіссея Іванка» (1978, к/м; співачка)
- «Змилуйся над нами» (1978, епізод)
- «Дачна поїздка сержанта Цибулі» (1979, Матильда)
- «Дударики» (1980, епізод)
- «Довгі дні, короткі тижні...» (1980, гостя Сергія)
- «Капіж» (1981, дівчина біля фонтану)
- «Усмішки Нечипорівки» (1982, мешканка Нечипорівки)
- «Стрибок» (1985, Марина)
- «Випадок із газетної практики» (1987, Тетяна Петрівна)
- «Зірка шерифа» (1991, жінка в ліфті)
- «Кому вгору, кому вниз» (1991, жінка з мафії) та ін.